# Testament (album)
Testament - album studyjny Toroidh, wydany w 2003 roku przez wytwórnię Neuropa Records.

## Lista utworów
1. "Introduktion" - 1:17
2. "Testament I" - 4:15
3. "Från Mörkret Stiga Vi" - 7:32
4. "Testament II" - 6:50
5. "Among Us" - 4:35
6. "My Will" - 5:05
7. "Liebste Klara" - 3:50
8. "Testament III" - 6:44
9. "Dr Weiskopf Lebt" - 5:32
10. "Testament IIII" - 16:49